# Echenais penthea
Echenais penthea är en fjärilsart som beskrevs av Pieter Cramer 1777. Echenais penthea ingår i släktet Echenais och familjen Riodinidae. Inga underarter finns listade i Catalogue of Life.